# NGC 5452
NGC 5452 је спирална галаксија у сазвежђу Мали медвед која се налази на NGC листи објеката дубоког неба.
Деклинација објекта је + 78° 13' 14" а ректасцензија 13h 54m 24,3s. Привидна величина (магнитуда) објекта NGC 5452 износи 13,2 а фотографска магнитуда 13,9. Налази се на удаљености од 33,0000 милиона парсека од Сунца. NGC 5452 је још познат и под ознакама UGC 8867, MCG 13-10-14, CGCG 353-28, PGC 49426.